# Diego Coppola
Pour les articles homonymes, voir Coppola.
Diego Coppola, né le 28 décembre 2003 à Bussolengo en Italie, est un footballeur international italien qui évolue au poste de défenseur central à Brighton & Hove Albion.

## Biographie

### En club
Né à Bussolengo en Italie, Diego Coppola est formé par le club de l'Hellas Vérone. Il joue son premier match en professionnel le 15 décembre 2021, lors d'une rencontre de coupe d'Italie face à l'Empoli FC. Il est titularisé et son équipe s'incline par quatre buts à trois. Il fait ses débuts en Serie A le 16 janvier 2022, face à l'US Sassuolo. Il entre en jeu à la place de Federico Ceccherini et l'Hellas l'emporte par quatre buts à deux,.
Le 20 avril 2022, Diego Coppola prolonge son contrat avec son club formateur jusqu'en juin 2027,.
Lors de l'été 2025, Diego Coppola rejoint Brighton & Hove Albion. Le transfert est officialisé le 17 juin 2025 et il signe un contrat de cinq ans avec les Seagulls, soit jusqu'en juin 2030.

### En sélection
Diego Coppola commence sa carrière internationale avec l'équipe d'Italie des moins de 18 ans, jouant un seul match avec cette équipe le 4 juin 2021 contre l'Autriche. Il est titularisé ce jour-là et son équipe s'impose par trois buts à un.
Il représente l'équipe d'Italie des moins de 19 ans. Avec cette sélection il participe au championnat d'Europe des moins de 19 ans en 2022. Lors de ce tournoi organisé en Slovaquie il est titulaire et joue les quatre matchs de son équipe. L'Italie est battue en demi-finale par l'Angleterre (2-1 score final).
Coppola joue son premier match avec l'équipe d'Italie espoirs le 12 septembre 2023, contre la Turquie. Il est titularisé et son équipe s'impose par deux buts à zéro.